# Andrzej Bereszyński
Andrzej Michał Bereszyński (ur. 30 sierpnia 1946 w Poznaniu) – zoolog polski, profesor doktor habilitowany. Zajmuje się problematyką ochrony przyrody, a w szczególności badaniem, odbudową populacji i ochroną zagrożonych gatunków zwierząt.

## Przebieg kariery
Studiował pod kierunkiem prof. dra hab. Ryszarda Graczyka na Akademii Rolniczej w Poznaniu. W 1971 r. rozpoczął pracę jako asystent. W 1976 r. obronił pracę doktorską „Badania biologii, ekologii i występowania dropia, Otis tarda L. w Polsce”. Stopień doktora habilitowanego nauk rolniczych w zakresie zootechniki uzyskał w 1988 r. na podstawie rozprawy habilitacyjnej pt. „Drop, Otis tarda Linnaeus 1758 w Polsce”. Od 1993 r. pracował na stanowisku profesora nadzwyczajnego w Akademii Rolniczej w Poznaniu. Tytuł profesora nauk rolniczych otrzymał 16 sierpnia 1999 r.
W latach 1990–1993 pełnił funkcję Prodziekana ds. Studiów na AR Poznań. Od 1994 r. jest kierownikiem Katedry Zoologii. Kierował Stacją Doświadczalną w Stobnicy. Aktualnie pracownik naukowy Zakładu Zoologii w Instytucie Zoologii na Wydziale Hodowli i Biologii Zwierząt Uniwersytetu Przyrodniczego w Poznaniu.
Był członkiem Państwowej Rady Ochrony Przyrody oraz jej przewodniczącym w latach 2009–2014.
Jest członkiem Rady Naukowej Wielkopolskiego Parku Narodowego od 1991 roku, a także był w Radach Naukowych Wolińskiego Parku Narodowego oraz Parku Narodowego „Bory Tucholskie”.

## Zakres badań
Zajmuje się problemem ochrony dropia Otis tarda L., ochroną i reintrodukcją bobra Castor fiber fiber L., introdukcją muflona Ovis ammon musimon, tworzeniem i ochroną mikropopulacji zająca Lepus europaeus, ochroną przepiórki, Cotumix cotumix, ochroną i badaniem wilka Canis lupus, hodowlą, restytucją i reintrodukcją tarpana leśnego Equus gmelini silvatica a obecnie badaniami żubrów Bison bonasus.
Dorobek piśmienniczy obejmuje ok. 340 pozycji, w tym 9 książek.

## Działalność społeczna
Od wielu lat działa w Lidze Ochrony Przyrody w Polsce. W latach 1988–1994 był prezesem Wojewódzkiego Okręgu Poznańsko-Pomorskiego LOP. Pozostaje członkiem tej organizacji jako członek Zarządu Okręgu LOP w Poznaniu.  Jest Członkiem Honorowym LOP, a w 2018 roku został odznaczony najwyższym odznaczeniem Ligi – „Zielone Serce Przyrodzie”.